# Viernes 13 (película de 2009)
Viernes 13 (título original en inglés: Friday the 13th) es una película de terror estadounidense de 2009 dirigida por Marcus Nispel y escrita por Damian Shannon y Mark Swift a partir de una historia de Shannon, Swift y Mark Wheaton. Es un reinicio y la duodécima entrega de la saga Friday the 13th, que había comenzado en 1980. La cinta fue protagonizada por Willa Ford, Jared Padalecki, Danielle Panabaker, Amanda Righetti, Travis Van Winkle, Aaron Yoo y Derek Mears.
La trama de la película sigue a Clay Miller (Padalecki) mientras busca a su hermana desaparecida, Whitney (Righetti), quien es capturada por Jason Voorhees (Mears) mientras acampa en el bosque del campamento Crystal Lake.
Nispel también dirigió la nueva versión de 2003 de The Texas Chain Saw Massacre (1974) de Tobe Hooper, mientras que Shannon y Swift escribieron el guion de la película, anteriormente en el crossover Freddy vs. Jason (también de 2003). La película fue producida por New Line Cinema, Paramount Pictures, Platinum Dunes y Crystal Lake Entertainment y distribuida por Warner Bros. Pictures en los Estados Unidos y Paramount Pictures a nivel internacional. La película se concibió originalmente como una historia de origen, pero el proyecto se convirtió en una reinvención de las primeras cuatro películas de Viernes 13. El personaje de Jason fue rediseñado como un asesino delgado y rápido con una historia de fondo que le permite al espectador sentir simpatía por él, pero no lo suficiente como para que pierda su amenaza. De acuerdo con el tono de la película, la máscara de Jason se recreó a partir de un molde de la máscara original utilizada para la tercera parte; aunque hubo cambios sutiles. El largometraje incluye parte de la partitura musical de Harry Manfredini de las películas anteriores de la franquicia porque los productores reconocieron su estatus icónico.
Viernes 13 fue estrenada en cines en los Estados Unidos el 13 de febrero de 2009 por New Line Cinema en los Estados Unidos y Canadá y por Paramount Pictures a nivel internacional. La película recibió críticas generalmente negativas de los críticos, quienes sintieron que no agregaba nada nuevo a la franquicia. La película recaudaría $92,7 millones en taquilla con un presupuesto de $19 millones, convirtiéndose en la segunda película más taquillera de la franquicia después de Freddy vs. Jason.

## Argumento
En junio de 1980, Alice Hardy (Stephanie Rhodes) es la única superviviente de la masacre desatada en el campamento de Crystal Lake por la señora Pamela Voorhees (Nana Visitor). Después de decapitar a Pamela con un machete, Alice logra escapar. Mientras tanto, un joven Jason Voorhees (Caleb Guss) (quien había sido testigo de ver a su madre asesinada por Alice) toma el machete y jura vengar la muerte de su madre al recordar sus palabras mientras se escuchan en un voice-over (voz de Kathleen Garrett).
29 años después, en 2009; cinco jóvenes —Wade (Jonathan Sadowski), Richie (Ben Feldman), su novia Amanda (America Olivo), Mike (Nick Mennell) y su novia Whitney (Amanda Righetti)— van al bosque en busca del cultivo de marihuana. Wade  les cuenta a sus compañeros la historia de terror sobre el niño Jason, quien murió ahogado y ahora deambula por el bosque como un muerto en vida que castiga a los adolescentes irresponsables, pero nadie le cree. Durante esa noche, un adulto Jason (Derek Mears) aparece en el lugar y asesina uno por uno a los jóvenes, excepto a Whitney, quien la captura por su parecido físico a su madre cuando era joven.
Seis semanas después, siete chicos —Jenna (Danielle Panabaker), Trent (Travis Van Winkle), Bree (Julianna Guill), Chewie (Aaron Yoo), Lawrence (Arlen Escarpeta), Chelsea (Willa Ford) y Nolan (Ryan Hansen)— se dirigen a Crystal Lake en una camioneta. Mientras están en una tienda, se encuentran con Clay Miller (Jared Padalecki), quien está buscando a su hermana Whitney, una de las jóvenes que estaba en el grupo asesinado por Jason. Los chicos no le prestan mayor atención, a excepción de Jenna, quien le responde que no la ha visto. Después de llegar a la cabaña de Trent, ellos se ponen a festejar, mientras Clay continúa su búsqueda desplazándose en su moto. Un rato después de beber, Nolan le pregunta a Trent si Chelsea y él pueden ir al lago llevándose su camioneta y él les dice que sí, pero que no utilicen la lancha. Mientras tanto, Clay llega a la casa de una señora, quien le dice que si su hermana se perdió, probablemente ya esté muerta como el resto de gente que ha desaparecido y luego llega a la cabaña de los padres de Trent, donde Jenna le abre la puerta y lo invita a pasar, pero Trent no le deja. A pesar de esto, la joven decide acompañar a Clay en su búsqueda.
Nolan desobedece las órdenes de Trent agarrando su lancha con Chelsea haciendo esquí acuático en topless. Sin embargo, los jóvenes son asesinados por Jason, quien le entierra una flecha a Nolan y su machete a Chelsea. Mientras tanto, Clay y Jenna llegan al campamento de Crystal Lake y lo inspeccionan. Minutos después, ven cómo Jason llega al lugar cargando dos cadáveres y deciden ir a la casa de Trent para alertarles sobre el asesino. En la casa, Chewie rompe una silla y es obligado a ir al cobertizo para arreglarla, pero al entrar se encuentra con Jason y es asesinado.
Mientras Bree y Trent tienen sexo, Clay y Jenna llegan a la casa advirtiéndoles a los demás del asesino. Los jóvenes llaman por teléfono a la policía y esperan dentro de la casa. Lawrence decide buscar a su amigo Chewie al cobertizo, pero al llegar lo encuentra muerto. Justo entonces, Lawrence es atacado por Jason, quien le clava un hacha en la espalda. Mientras el joven grita a sus amigos que lo ayuden, Clay les dice que no salgan, ya que Jason lo está usando como carnada. Tras unos segundos, Jason llega donde está Lawrence y lo mata. Posteriormente, Jason entra a la casa por una ventana del segundo piso y asesina a Bree. Cuando llega el policía Bracke (Richard Burgi) y toca la puerta, Jason baja del techo y lo mata clavándole una lanza en el ojo. Aterrados, los tres jóvenes salen de la casa y huyen. Trent llega a la carretera y hace que una camioneta se detenga, pero Jason aparece de repente y lo apuñala con su machete.
Jenna y Clay llegan a la casa de Jason, en el campamento Crystal Lake, donde escuchan unos gritos provenientes del subterráneo y cuando los jóvenes bajan para inspeccionar y descubren que Whitney, aún sigue viva. Minutos después, llega Jason y se da cuenta de que Whitney había escapado y el asesino persigue a los tres jóvenes y logra matar a Jenna con su machete. Clay y Withney salen y se refugian en un granero y ahí, en un enfrentamiento entre Clay y Jason, éste consigue amarrarlo por el cuello con una cadena que colgaba de una viga y estaba atorada en una máquina que tritura madera, la máquina se enciende provocando que Jason se ahorque, pero la viga se rompe, liberándolo. Por suerte, la cadena sigue en su cuello y la máquina atrae al asesino a sus cuchillas, este se resiste con una enorme fuerza; en eso Whitney se le acerca con el machete, haciéndolo condundir como su madre y se lo clava en el pecho. Jason cae de cabeza contra la trituradora y lo termina matándolo.
A la mañana siguiente, Clay y Whitney tiran la máscara y el cuerpo de Jason en el lago. Sin embargo, un Jason resucitado emerge del muelle de madera hacia la superficie y agarra a Whitney.

## Reparto
- Jared Padalecki como Clay Miller.
- Danielle Panabaker como Jenna Wards.
- Derek Mears como Jason Voorhees.
  - Caleb Guss como el joven Jason Voorhees.
- Amanda Righetti como Whitney Miller.
- Travis Van Winkle como Trent.
- Julianna Guill como Bree.
- Arlen Escarpeta como Lawrence.
- Willa Ford como Chelsea.
- Aaron Yoo como Chewie.
- Ryan Hansen como Nolan.
- Jonathan Sadowski como Wade.
- America Olivo como Amanda.
- Nick Mennell como Mike.
- Ben Feldman como Richie.
- Kyle Davis como Donnie.
- Richard Burgi como Agente Bracke.
- Rosemary Knower como Anciana.
- Stephanie Rhodes como Alice Hardy.
- Nana Visitor como Pamela Voorhees.
- Kathleen Garrett como la voz de Pamela Voorhees.

## Producción

### Desarrollo
Tras el estreno de The Texas Chainsaw Massacre: The Beginning, Toby Emmerich de New Line Cinema se contactó con los productores Michael Bay, Brad Fuller y Andrew Form de Platinum Dunes para ofrecerles hacer una nueva versión de la película Friday the 13th. Los productores aceptaron, y estuvieron aproximadamente un año y medio negociando con las compañías dueñas de los derechos de la franquicia: Paramount Pictures, New Line Cinema y Crystal Lake Entertainment, esta última de propiedad de Sean S. Cunningham. Los ejecutivos de Paramount se contactaron con los productores de Platinum Dunes y les cedieron las licencias para utilizar cualquier cosa de las películas originales, incluyendo el título; Paramount, por su parte, obtuvo los derechos de distribución internacional de la película. Según los productores Fuller y Form, su plan no era crear la parte 11 o 12 de Friday the 13th, sino que buscaban crear una mitología propia. Decidieron además utilizar ciertos elementos de las primeras películas de la saga, como algunos asesinatos o elementos de la trama. Una de las ideas de los productores era utilizar al personaje Tommy Jarvis, que aparece en la saga original, pero el plan fue descartado.
A diferencia de los remakes de The Texas Chainsaw Massacre y The Amityville Horror, ambas producidas por Platinum Dunes, los productores decidieron que Viernes 13 no sería una obra de época, sino que estaría ambientada en la actualidad. Dado que el proyecto no era un remake propiamente dicho, los productores no vieron inconveniente en hacer esto. En octubre de 2007, Damian Shannon y Mark Swift, los guionistas de Freddy vs Jason, fueron contratados para trabajar en el guion de Viernes 13. Jonathan Liebesman estuvo en negociaciones para ser el director de la película, pero debido a problemas de agenda Fuller y Form optaron por Marcus Nispel. Nispel no estaba seguro de si aceptar el proyecto, ya que significaba hacerse cargo de otra franquicia cinematográfica, pero finalmente Fuller lo convenció.

### Rodaje
La película oficialmente comenzó a rodarse el 15 de agosto de 2008 en Uvalde, Texas. La filmación concluyó el 1 de noviembre de 2008.
Esta lista muestra los lugares donde fueron filmadas algunas partes de la película:
- Escena donde matan a Trent - Highway San Antonio-Mcallen.
- Lugar donde ponen gasolina - Waco, Texas.
- Secuencia inicial - Campamento Texas Hills.
- Entrada a Crystal Lake - Brownsville, Texas.
- El túnel de Jason - Warner Bros Studios.
- Escena de Donnie - McAllen, Texas.
- Resto de la película - Houston, Texas.

## Estreno
La película se estrenó el 13 de febrero de 2009 en 3.105 cines de Estados Unidos. En su primer fin de semana recaudó más de 40 millones de dólares, alcanzando el primer lugar de la taquilla. Viernes 13 recaudó más de 65 millones de dólares en Estados Unidos, y sobre 26 millones en el extranjero, logrando un total de $91.379.051 a lo largo del mundo.

### Recepción
Viernes 13 obtuvo en general una respuesta negativa por parte de la crítica cinematográfica. La película posee un 25% de comentarios positivos en el sitio web Rotten Tomatoes, basado en un total de 162 reseñas, y una puntuación de 34/100 en Metacritic. Claudia Puig del periódico USA Today escribió: "Aunque lo etiquetan como una 'reinvención' de la franquicia de terror, este 'Viernes' es más un refrito que entrega, lo que se esperaba y nada más".
Fausto Fernández de la revista Fotogramas escribió un comentario positivo de la película, sosteniendo que Marcus Nispel "respeta el original, juega con el vasto conocimiento que los aficionados tienen de él, y se dedica a provocar miedo. Miedo servido a lo bruto, salvaje, despojado de complicidades humorísticas". Por su parte, Adolfo C. Martínez, del periódico argentino La Nación argumentó que el director "trata aquí de aportar algún atisbo de originalidad al relato, pero poco puede hacer frente a un guion que recrea las ya muy vistas escenas de asesinatos y se conforma con mostrar una trama reiterativa".